# The Sound of Wilson Pickett
The Sound of Wilson Pickett è un album di Wilson Pickett, pubblicato dalla Atlantic Records nel 1967.

## Tracce
Lato A
1. Soul Dance Number Three – 2:38 (Wilson Pickett, Jerry Wexler) – Registrato al Fame Studios di Muscle Shoals, Alabama, 1, 2, 3 e 4 febbraio 1967
2. Funky Broadway – 3:33 (Lester Christian) – Registrato al Fame Studios di Muscle Shoals, Alabama, 1, 2, 3 e 4 febbraio 1967
3. I Need a Lot of Loving Every Day – 2:20 (Dan Penn, Lindon Oldham) – Registrato al Fame Studios di Muscle Shoals, Alabama, 8, 9 e 11 maggio 1967
4. I Found a Love, Part 1 – 2:30 (Wilson Pickett, Willie Schofield, Robert West) – Registrato al Fame Studios di Muscle Shoals, Alabama, 1, 2, 3 e 4 febbraio 1967
5. I Found Love, Part 2 – 2:59 (Wilson Pickett, Willie Schofield, Robert West) – Registrato al Fame Studios di Muscle Shoals, Alabama, 1, 2, 3 e 4 febbraio 1967
6. You Can't Stand Alone – 2:47 (Rudy Clark) – Registrato al Fame Studios di Muscle Shoals, Alabama, 1, 2, 3 e 4 febbraio 1967

Durata totale: 16:47
Lato B
1. Mojo Mamma – 1:59 (Jerry Wexler, Bert Berns) – Registrato al Fame Studios di Muscle Shoals, Alabama, 1, 2, 3 e 4 febbraio 1967
2. I Found the One – 2:30 (Bobby Womack) – Registrato al Fame Studios di Muscle Shoals, Alabama, 1, 2, 3 e 4 febbraio 1967
3. Something Within Me – 3:40 (Bobby Womack) – Registrato al Fame Studios di Muscle Shoals, Alabama, 1, 2, 3 e 4 febbraio 1967
4. I'm Sorry About That – 3:03 (Bobby Womack) – Registrato al Fame Studios di Muscle Shoals, Alabama, 1, 2, 3 e 4 febbraio 1967
5. Love Is a Beautiful Thing – 2:12 (Felix Cavaliere, Eddie Brigati) – Registrato al Fame Studios di Muscle Shoals, Alabama, 1, 2, 3 e 4 febbraio 1967

Durata totale: 13:24

## Formazione
- Wilson Pickett - voce
- Spooner Oldham - tastiera, pianoforte, organo
- Chips Moman - chitarra
- Jimmy Johnson - chitarra
- John Peck - chitarra
- Tommy Cogbill - chitarra, basso
- Albert Lowe - basso
- Roger Hawkins - batteria
- Wayne Jackson - tromba
- Gene Miller - tromba
- Charlie Chalmers - sassofono tenore
- Jimmy Mitchell - sassofono tenore
- Andrew Love - sassofono tenore
- Floyd Newman - sassofono baritono